# Cryptoparlatoreopsis tlaiae
Cryptoparlatoreopsis tlaiae är en insektsart som först beskrevs av Alfred Serge Balachowsky 1927.  Cryptoparlatoreopsis tlaiae ingår i släktet Cryptoparlatoreopsis och familjen pansarsköldlöss. Inga underarter finns listade i Catalogue of Life.